# Лупандин, Ефим Максимович
Лупандин Ефим Максимович (около 1727—1812) — офицер Российского императорского флота, участник Семилетней войны 1756—1763 годов, русско-турецкой войны (1768—1774), Первой Архипелагской экспедиции. Георгиевский кавалер, адмирал, генерал-казначей. Капитан над кронштадтским портом.

## Биография
Лупандин Ефим Максимович родился около 1727 года. Происходил из дворянского рода Лупандиных. 11 июня 1751 года поступил учеником в Академию морской гвардии, в 1755 году произведён в гардемарины. В 1755—1759 годах был в кампаниях на Балтийском и Немецком морях, совершил два перехода из Кронштадта в Архангельск и обратно. 24 апреля 1758 года после окончания Морского корпуса произведён из капралов в мичманы. В 1759 году находился при петербургских экипажеских магазинах. В 1760—1761 годах служил на брандвахтенном фрегате «Ульриксдаль».
22 мая 1762 года произведён в унтер-лейтенанты. 3 октября того же года, согласно указанию Екатерины II, в числе 20 волонтёров из дворян направлен в Англию, для изучения английского языка и практической морской службы. В 1763 году на военных судах совершил плавание из Англии в Америку. 20 апреля 1764 года произведён в лейтенанты, 31 июля из-за болезни вернулся в Россию.
В 1768 году командуя пинком «Гогланд» совершил переход из Кронштадта в Архангельск. 30 июня 1769 года произведён в капитан-лейтенанты, командуя тем же пинком, вернулся в Кронштадт. Принимал участие в русско-турецкой войне 1768—1774 годов. Командуя пинком «Сатурн» перешёл из Кронштадта в Средиземное море. Участник Первой Архипелагской экспедиции. В 1770—1773 годах командуя тем же пинком, плавал в Архипелаге и участвовал в военных действиях флота. В 1773 году по болезни вернулся из Архипелага берегом в Санкт-Петербург. 5 марта 1774 года произведён в капитаны 2 ранга. 26 ноября 1774 года «за совершение 18 кампаний в офицерских чинах» награждён орденом Святого Георгия 4 класса (№ 254). 31 декабря 1776 года уволен от службы с чином капитана 1 ранга и пенсионом.
15 ноября 1779 года вновь принят на службу и определен в галерный флот капитаном над портом. 24 ноября 1783 года произведён в капитаны бригадирского ранга. 15 декабря того же года назначен исправлять должность капитана над кронштадтским портом. 22 сентября 1787 года произведён в капитаны генерал-майорского ранга с утверждением капитаном над кронштадтским портом. 6 июля 1790 года награждён орденом Святого Владимира 2 степени. 9 февраля 1793 года произведён в вице-адмиралы с назначением генерал-казначеем. 9 мая 1799 года пожалован чин адмирала. 14 ноября 1800 года «по старости лет и болезням» уволен от службы.
Умер Ефим Максимович Лупандин в 1812 году.

## Семья, владения
Ефим Максимович Лупандин был женат, имел сына — Петра (коллежский асессор), владел поместьями в сельце Шастово Боровичского уезда Новгородской области и Новоладожском уезде Санкт-Петербургской губернии, также имел дачу в селе Мартышкино, недалеко от Ораниенбаума.